# Lejkówka rdzawa

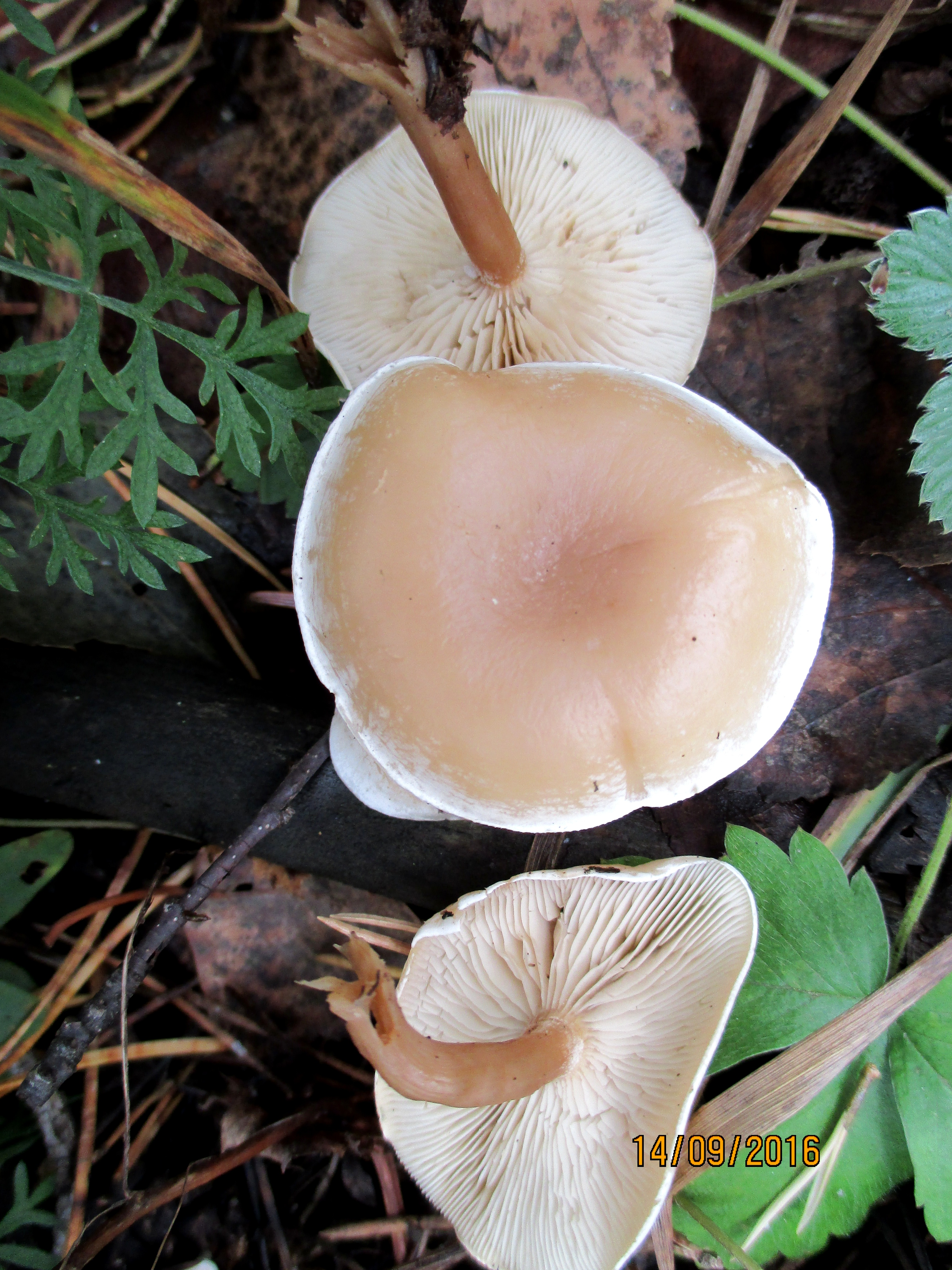

Lejkówka rdzawa (Clitocybe diatreta (Fr.) P. Kumm.) – gatunek grzybów z rzędu pieczarkowców (Agaricales).

## Systematyka i nazewnictwo
Pozycja w klasyfikacji według Index Fungorum: Clitocybe, Incertae sedis, Agaricales, Agaricomycetidae, Agaricomycetes, Agaricomycotina, Basidiomycota, Fungi.
Po raz pierwszy takson ten opisał w 1818 r. Elias Fries, nadając mu nazwę Agaricus diatretus. Obecną, uznaną przez Index Fungorum nazwę, nadał mu Paul Kummer w 1871 r.
Synonimy:
- Agaricus diatretus Fr. 1818
- Clitocybe diatreta var. fuscescentipes Kauffman 1928
- Lepista diatreta (Fr.) Harmaja 1976
- Omphalia diatreta (Fr.) Quél. 1886[2].

Polską nazwę zaproponował Władysław Wojewoda w 2003 r.

## Morfologia
Kapelusz
Średnica 2–5(9) cm, u młodych okazów wypukły, później talerzowaty, na koniec wklęsły. Powierzchnia gładka, nieco lepka, w stanie wilgotnym nieco śluzowata. Jest higrofaniczny; w stanie suchym ma barwę beżową lub różowobeżową, w stanie wilgotnym jest bardziej różowy, ale prążkowanie występuje tylko sporadycznie u starszych owocników. Okazy stare czasami są białawe lub cieliste. Brzeg początkowo podwinięty, potem prosty, nieco pofalowany. Charakterystyczną cechą jest biała obwódka na brzegu kapelusza.
Blaszki
Przyrośnięte do krótko lub umiarkowanie zbiegających, wąskie do umiarkowanie szerokich (do 5 mm), gęste, w stanie wilgotnym białawe z różowawym odcieniem, w stanie suchym w kolorze kapelusza.
Trzon
Wysokość 1–5 cm, grubość 0,2–0,4(0,7) cm, cylindryczny lub nieco rozszerzony na obydwu końcach, u starszych okazów bocznie spłaszczony, i karbowany, często zakrzywiony u podstawy, początkowo pełny, później komorowaty. Powierzchnia naga w stanie wilgotnym lekko błyszcząca, w stanie suchym włóknisto-prążkowane, koloru kapelusza lub zbliżonego. Podstawa z grzybnią.
Miąższ
Cienki, w kolorze zbliżonym do powierzchni kapelusza, blaknący. Zapach i smak zwykle niewyraźny, ale czasem z mocno grzybowym zapachem i smakiem.
Cechy mikroskopowe
Podstawki z 4 sterygmami, 13–22 × 3–4,5 µm. Zarodniki o barwie białej, kremowej lub kości słoniowej, kuliste do elipsoidalnych, gładkie, nieamyloidalne, cyjanofilne, 3–4,5(5,5) × 2–2,5(3,5) µm. Cystyd brak, na strzępkach są sprzążki.

## Występowanie i siedlisko
Lejkówka rdzawa występuje w Ameryce Północnej, Europie i azjatyckiej części Rosji. Najwięcej stanowisk podano w Europie. W Polsce do 2003 r. znane były tylko 3 stanowiska. Według W. Wojewody częstość występowania i stopień zagrożenia tego gatunku nie są znane. Aktualne stanowiska tego grzyba podaje internetowy atlas grzybów. Znajduje się w nim na liście gatunków zagrożonych i wartych objęcia ochroną.
Grzyb saprotroficzny naziemny występujący w lasach iglastych pod krzewami jałowca, na opuszczonych gruntach rolnych i na hałdach kopalnianych, i wypaleniskach, często w towarzystwie mchów Pleurozium, Dicranum, Hylocomium. Owocniki tworzy zwykle w grupach od sierpnia do października.

## Znaczenie
- Grzyb trujący[3].
- Zawiera diatretynę, związek z grupy poliacetylenów, wykazujący działanie przeciwbakteryjne. Został wykorzystany do leczenia gruźlicy skóry i kości oraz ropnego zapalenia kości i szpiku[8].